# Північна Корея
Півні́чна Коре́я (кор. 북조선, пук чосон), офіційна назва — Коре́йська Наро́дно-Демократи́чна Респу́бліка (абревіатура — КНДР; кор. 조선민주주의인민공화국, трансліт. Chosŏn Minjujuŭi Inmin Konghwaguk) — держава-диктатура в Східній Азії, що займає північну частину Корейського півострова. Межує на півночі з КНР та Росією уздовж річок Ялуцзян та Туманган, а на півдні з Південною Кореєю з сильно укріпленою корейською демілітаризованою зоною, яка розділяє дві країни. Північна Корея, як і Південна, претендує на контроль всього півострова та сусідніх островів. Столиця та найбільше місто — Пхеньян.
У 1910 році Корея була анексована Японською імперією. Після капітуляції японців наприкінці Другої світової війни в 1945 році Корею поділили на дві зони: північ окупував Радянський Союз, а південь — США. Переговори про об'єднання провалилися, і в 1948 році сформовано окремі уряди: Корейську Народно-Демократичну Республіку на півночі та Республіку Корея на півдні. Ініційоване Північною Кореєю вторгнення призвело до Корейської війни (1950—1953). Угода про перемир'я, яку підписали Північна Корея та КНР з одного боку та сили ООН з іншого боку (Південна Корея угоду про перемир'я не підписала), призвела до припинення вогню, однак мирного договору так ніколи і не підписали.
Відповідно до статті 3 конституції, чучхе є офіційною ідеологією Північної Кореї. Вона проводить вибори хоча незалежні спостерігачі називають їх фіктивними, тому що Північна Корея є тоталітарною диктатурою, зі складним культом особистості навколо династії Кім. Трудова партія Кореї є правлячою партією Північної Кореї. Засоби виробництва належать державі через державні підприємства та колективізовані господарства. Більшість послуг, таких як охорона здоров'я, освіта, житло та виробництво продуктів харчування, субсидуються або фінансуються державою. З 1994 по 1998 рік Північна Корея страждала від голоду, в результаті якого загинуло від 240 000 до 420 000 осіб, а населення як і раніше страждає від недоїдання. Північна Корея слідує сонгун, або політиці «перш за все військові».
У дослідженні ООН щодо прав людини в Північній Кореї 2014 року зроблено висновок, що «тяжкість, масштаби та характер цих порушень виявляють стан, який не має жодної паралелі в сучасному світі», Amnesty International та Human Rights Watch дотримуються подібних поглядів. Уряд Північної Кореї заперечує ці звинувачення.
Бере участь у російсько-українській війні на боці агресора.

## Географія

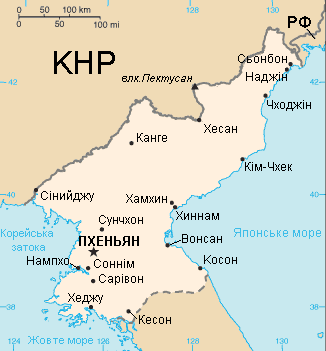
Мапа країни.

Північна Корея розташована у Східній Азії, на півночі півострова Корея. Вона межує на півночі з Китайською Народною Республікою (по річці Ялуцзян), на півдні з Південною Кореєю, на північному сході із Росією (по річці Туманган). Північна Корея має вихід до морів Тихого океану: на сході до Японського моря, на заході — до Жовтого моря.
Країна має площу 120 538 км². Столиця Північної Кореї — місто Пхеньян, розташовано на заході країни.
Найвища точка країни та півострова Корея — г. Пектусан (2 744 м над рівнем моря), знаходиться на кордоні з Китаєм на плоскогір'ї Чанбайшань. Територія навколо гори вважається «священним місцем». Рельєф країни представлено рівнинами та горами. На північному сході Північної Кореї розташовано північна частина (найвища) гірської країни Бекдудаеган, яка тягнеться через весь півострів Корея. Всі найвищі вершини півострова Корея, які мають висоту більше 2000 м, розташовано в Північній Кореї. Гірський масив Бекдудаеган має багато відгалужень: гірські ланцюги Наннім, Пуджолльон, Мачхолльон, Хамгьон, Рангрім та Кангнам. Західна частина країни рівнинна.
Річки території країни належать двом басейнам: Японського та Жовтого моря. Басейн Японського моря найменший, його річки короткі. Найбільші річки розташовані на заході та течуть до західного узбережжя, впадають в Західно-Корейську затоку Жовтого моря. Це річки Тедонган, Чхончхонган та ліві притоки річці Ялуцзян, що протікають на півночі країни.
Клімат країни помірний, мусонний клімат, з теплим літом і холодною сухою зимою. Влітку триває короткий сезон мусонних дощів, який називається чангма. Зими малосніжні, особливо суворі в північних гірських районах; літо жарке, вологе. Дощів більше на узбережжі Тихого океану; весна та осінь є перехідними сезонами, які відзначаються м'якими температурами та змінними вітрами та приносять найприємнішу погоду. Середня місячна температура коливається від -8 ℃ у січні до 24 ℃ у липні на півдні, від -21 ℃ у січні до 22 ℃ у липні на півночі, річна кількість опадів становить 800—1500 мм, з яких 60 % випадає з червня по серпень.
Лісистість території країни становить 46 %, сільськогосподарські землі ― 21,8 %(оцінка 2018 р.) Природні зони країни: помірні широколистяні та змішані ліси, гірські ландшафти.
Природні ресурси — свинець, вольфрам, вугілля, цинк, графіт, залізна руда, мідь, золото, сірчаний та залізний колчедан, сіль, флюорит, гідроресурси.
Проблеми довкілля: забруднення води, нерівномірне розповсюдження питної води, поширені захворювання, які передаються водними шляхами, надмірна вирубка лісів, ерозія та деградація ґрунтів. Хоча при цьому у КНДР майже немає забруднення повітря, адже у країні не розвинуті металургійна та нафтопереробна галузі промисловості.
У 2009 році ЮНЕСКО оголосила гори Мьохян, що розкинулись на кордоні провінції Південний Пхьонган, всесвітнім біосферним заповідником.

## Історія
У 1905 році Корея підпала під юрисдикцію Японської імперії, і у 1910 році Японська імперія повністю приєднала Корею до своєї імперії.
Після капітуляції Японської імперії у Другій світовій війні Корею окупували 1945 року дві держави, які раніше оголосили стан війни з Японією, — СРСР зайняв північну частину країни, США — південну частину. Цей поділ мав тимчасовий характер, були плани об'єднати країни в майбутньому. У двох зонах впливу згодом утворено два уряди — комуністичний північнокорейський і капіталістичний ліберальний уряд у південній частині.

15 серпня 1948 року південну частину Кореї проголошено Республікою Корея. У свою чергу північні комуністи проголосили північну частину країни Народною Демократичною Республікою Корея 9 вересня 1948. Жодну сторону не задовольняв такий розподіл країни, почались сутички, громадянська війна та Корейська війна, яка розпочалася нападом Північної Кореї на Південну.
Війна тривала до 1953 року і стала найкривавішим конфліктом після Другої світової війни. За Угодою про перемир'я, підписаною 27 липня 1953 року, Північну і Південну Корею розділяє військово-демаркаційна лінія, по обидва боки якої проходить демілітаризована зона загальною шириною чотири кілометри.
Офіційною ідеологією держави є ідеї чучхе, яку її творці — Кім Ір Сен та Кім Чен Ір визначають як «філософську ідеологію, в центрі уваги якої стоїть людина».
У липні 1972 року підписано Спільну заяву Півночі і Півдня, в якій зафіксовано головні принципи об'єднання: самостійно, без опори на зовнішні сили; мирним шляхом; на основі «великої національної консолідації». Об'єднання країни в Пхеньяні бачили шляхом створення конфедерації (Конфедеративна демократична республіка Корея) за формулою «одна нація, одна держава — дві системи, два уряди».
У 1991 році КНДР і Республіка Корея уклали Угоду про примирення, ненапад, співпрацю і обміни, в 1992 році прийняли Спільну декларацію про денуклеаризацію Корейського півострова.

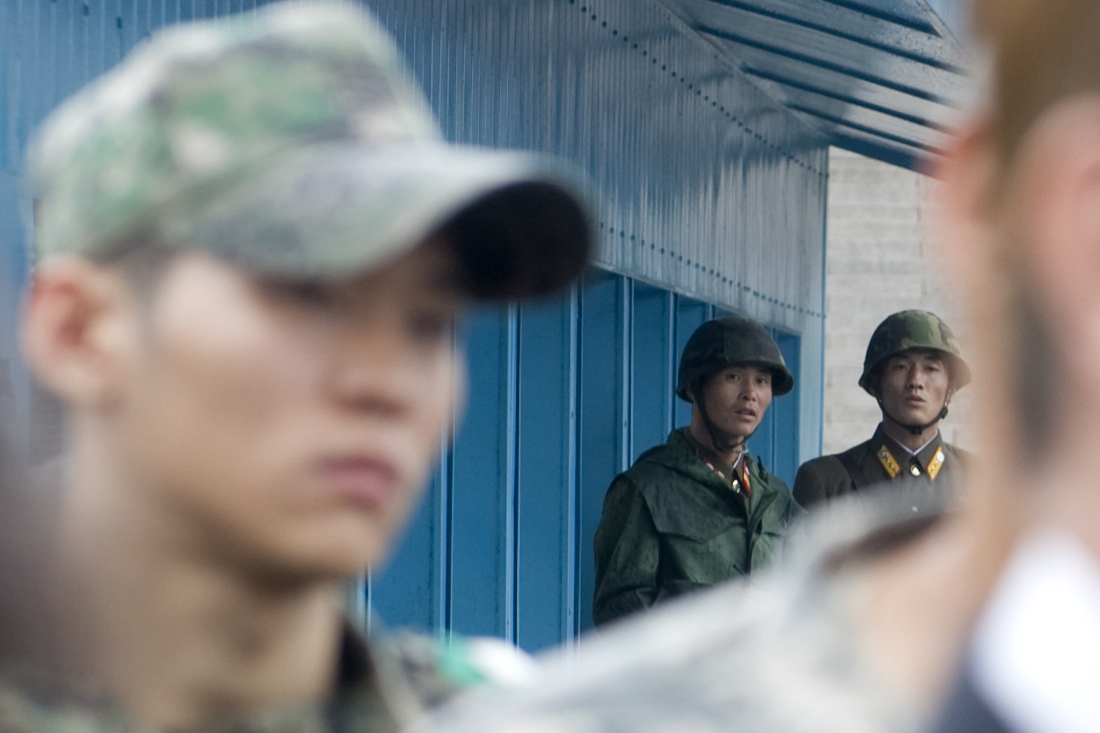
Солдати КНДР дивляться на солдатів Південної Кореї у Демілітаризованій зоні

13—15 червня 2000 року у Пхеньяні відбувся перший в історії міжкорейський саміт. За його підсумками голова Комітету оборони КНДР Кім Чен Ір і тодішній президент РК Кім Де Джун підписали Спільну декларацію Півночі і Півдня (15 червня), що нині розглядається як основоположний документ у питаннях об'єднання на довгострокову перспективу. У декларації, зокрема, мовилося про намір сторін добиватися об'єднання країни «силами самої корейської нації».
2-4 жовтня 2007 року у Пхеньяні пройшла друга міжкорейська зустріч на вищому рівні, за підсумками якої Кім Чен Ір і президент РК Но Му Хьон підписали «Декларацію про розвиток міжкорейських стосунків, мир і процвітання», що розвиває ідеї і принципи Спільної декларації 2000 року.
Характерною особливістю розвитку політичного діалогу Півночі і Півдня залишається нестабільність. При цьому міжкорейська економічна співпраця останніми роками розвивається достатньо стійко. Обсяг торгівлі між Північчю і Півднем у 2007 році склав близько 1,5 мільярдів доларів США. Найбільшими поточними проєктами є Кимгансанська туристична зона, Кесонська промислова зона, з'єднання залізниць й автомобільних доріг Півночі і Півдня на східному і західному узбережжях. Крім того, Південна Корея надає Півночі значну економічну і гуманітарну допомогу. У 2007 році Пхеньян отримав від Півдня 400 тисяч тонн рису на кредитних умовах.

## Державний устрій

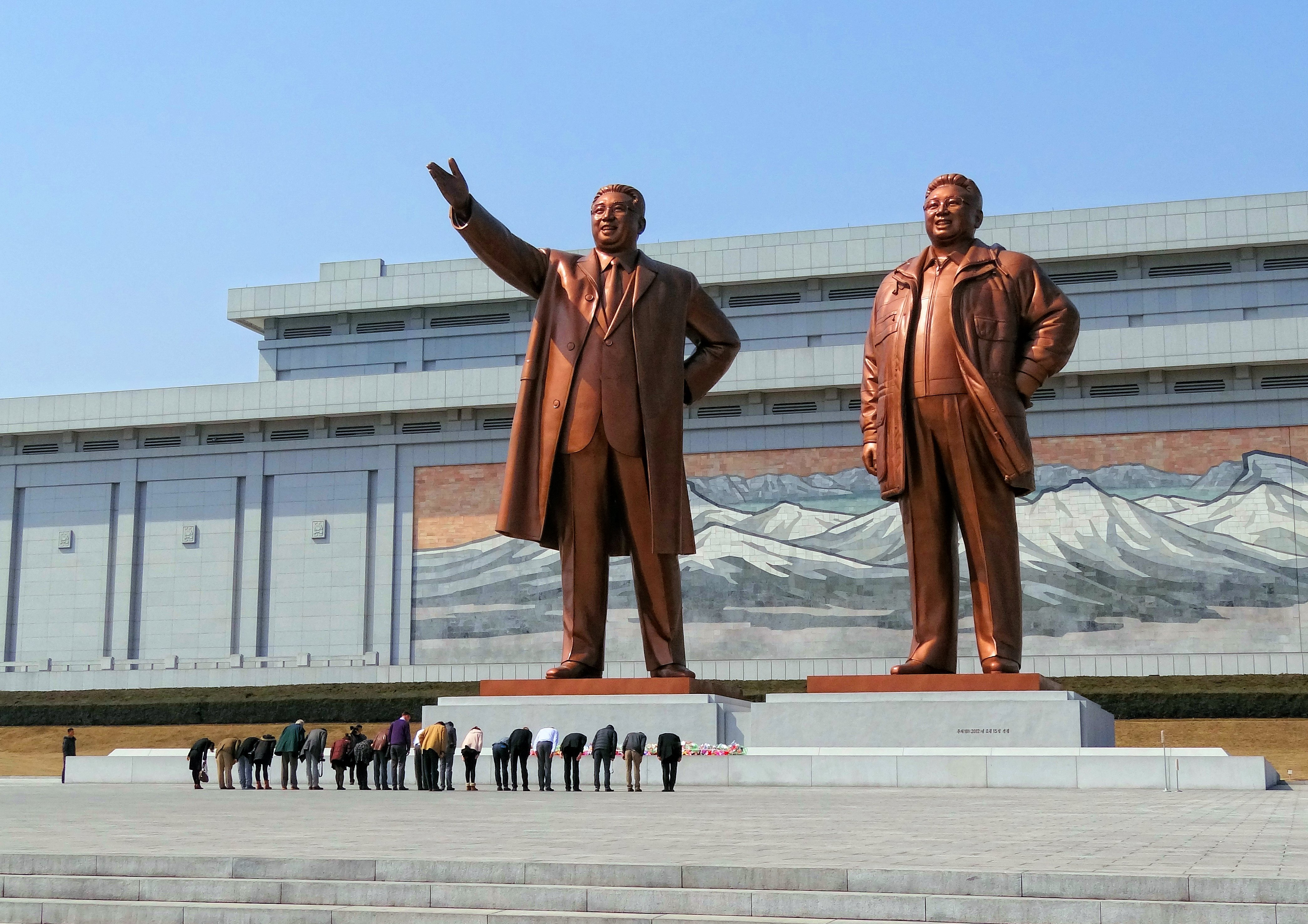
Пам'ятник вождям КНДР

У державі одночасно існує й відсутня посада президента: ним довічно проголошений Кім Ір Сен, котрий помер 1994 року. Його син, Кім Чен Ір, довічно проголошений Генеральним секретарем Трудової партії Кореї. Він помер у 2011 році.
Голова Державної Ради Північної Кореї (з 29 червня 2016 року) Кім Чен Ин займає спеціально створену для нього посаду Першого секретаря Трудової партії Кореї.
Згідно зі статтею 1 Конституції КНДР Північна Корея є «суверенною соціалістичною державою». Згідно зі статтею 11 Конституції Північної Кореї у КНДР влада належить Трудовій партії Кореї. Чисельність Трудової партії Кореї становить близько 4 млн членів (включаючи кандидатів у члени партії).
Фактично має режим абсолютної монархії з радикальним мілітаризмом, етнічним шовінізмом, елітаризмом i тоталітаризмом. На даний момент не має якихось яскравих елементів соціалізму, крім обов'язкової роботи для працездатних громадян.

### Зовнішня політика

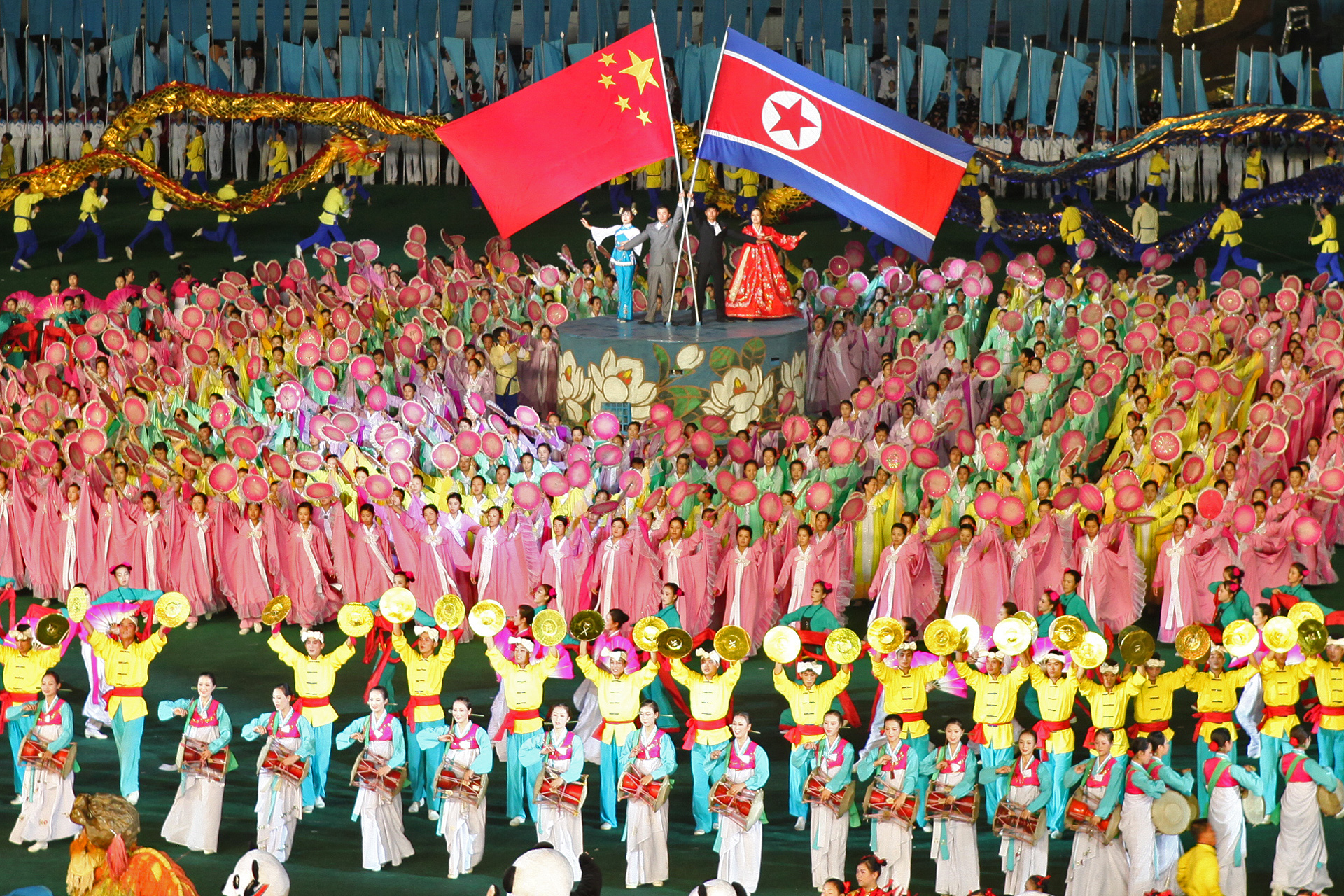
Святкування корейсько-китайської дружби

Спочатку Північна Корея мала дипломатичні зв'язки лише з іншими комуністичними країнами. У 60-х і 70-х роках вона проводила незалежну зовнішню політику, встановила відносини з багатьма країнами, що розвиваються, і приєдналася до Руху неприєднання. Наприкінці 1980-х і 1990-х років її зовнішня політика була зруйнована через розвал радянського блоку. Страждаючи від економічної кризи, держава закрила ряд своїх посольств. У той же час Північна Корея прагнула налагодити відносини з розвинутими країнами вільного ринку Внаслідок ізоляції її іноді називають «відлюдним королівством», терміном, яким спочатку називався ізоляціонізм в останні роки династії Чосон.
У 2015 році Північна Корея мала дипломатичні відносини зі 166 країнами та посольства в 47 країнах. Північна Корея продовжує мати міцні відносини зі своїми колишніми «соціалістичними» союзниками Південно-Східної Азії у В'єтнамі та Лаосі, а також з Камбоджею. Більшість закордонних посольств, акредитованих у Північній Кореї, розташовані у Пекіні, а не в Пхеньяні.
Корейська демілітаризована зона з Південною Кореєю є найбільш сильно укріпленим кордоном у світі. Станом на жовтень 2024 року, за повідомленням видання Korea JoongAng Daily, відносини між КНДР та Південною Кореєю вкрай загострилися. Диктатор КНДР Кім Чен Ин 13 жовтня наказав привести у повну бойову готовність артилерійські підрозділи у районі демілітаризованої зони.

#### Використання хакерів
Північна Корея використовує хакерів, щоб отримати іноземну валюту. За період із січня 2017 року по вересень 2018 північнокорейські хакери за допомогою кібератак вкрали з іноземних бірж криптовалюти на пів мільярда доларів (за даними ООН).

#### Причетність до російсько-української війни
У 2023 році вперше було завдано удару північнокорейською балістикою по території України. Вже у 2024 році стало відомо про відправку північнокорейської піхоти в Росію та їх розосередження російськими частинами.

### Ядерна програма
Про створення ядерної зброї КНДР уперше заявила у лютому 2005 року. У 2000 році Північна Корея отримала невелику кількість збагаченого урану. 9 жовтня 2006 року КНДР оголосила про успішне проведення ядерного випробування.
6 жовтня 2006 року держави-члени Ради Безпеки ООН одноголосно схвалили заяву голови РБ ООН та постійного представника Японії при ООН Кензо Ошима, що закликає Північну Корею відмовитися від ядерних випробувань та негайно повернутися до переговорів у шестисторонньому форматі без попередніх умов. Проєкт заяви був підготовлений Японією, яка взяла на себе ініціативу вироблення спільної позиції держав-членів Ради Безпеки ООН щодо північнокорейської ядерної програми. Через розробку Корейською Народно-Демократичною Республікою ядерної зброї США та ООН наклали на Північну Корею економічні санкції.
25 травня 2009 року КНДР знову провела ядерні випробування. У 2017 році Північна Корея заявила про успішне випробування водневої бомби. 30 жовтня 2017 року у КНДР засипався тунель для випробування ядерної зброї на полігоні Пунгері, унаслідок чого могли загинути 200 осіб.

## Адміністративний поділ
Адміністративно КНДР складається з дев'яти провінцій, міста центрального підпорядкування Пхеньяну, повітів (міських районів), сіл (міських кварталів). Особливим адміністративним статусом володіють торгово-економічна зона «Расон» (район центрального підпорядкування), Кесонська і Кимгансанська спеціальні економічні зони, місто Нампхо (місто особливого підпорядкування у складі провінції Південна Пхьонан).
| Мапа | Код   | Назва                                   | абетка Хангиль | абетка Ханча |
| --- | ----- | --------------------------------------- | -------------- | ------------ |
| Пхеньян Канвон Пхьонан-Південь Пхьонан-Північ Расон Хванхе-Південь Хванхе-Північ Хамгьон-Південь Хамгьон-Північ Чагандо ЯнганКитай Південна КореяЖовте море Корейська затока Японське море | KP-01 | Пхеньян (місто прямого підпорядкування) | 평양직할시     | 平壤直轄市   |
| Пхеньян Канвон Пхьонан-Південь Пхьонан-Північ Расон Хванхе-Південь Хванхе-Північ Хамгьон-Південь Хамгьон-Північ Чагандо ЯнганКитай Південна КореяЖовте море Корейська затока Японське море | KP-02 | Пхьонан-Південь                         | 평안남도       | 平安南道     |
| Пхеньян Канвон Пхьонан-Південь Пхьонан-Північ Расон Хванхе-Південь Хванхе-Північ Хамгьон-Південь Хамгьон-Північ Чагандо ЯнганКитай Південна КореяЖовте море Корейська затока Японське море | KP-03 | Пхьонан-Північ                          | 평안북도       | 平安北道     |
| Пхеньян Канвон Пхьонан-Південь Пхьонан-Північ Расон Хванхе-Південь Хванхе-Північ Хамгьон-Південь Хамгьон-Північ Чагандо ЯнганКитай Південна КореяЖовте море Корейська затока Японське море | KP-04 | Чагандо                                 | 자강도         | 慈江道       |
| Пхеньян Канвон Пхьонан-Південь Пхьонан-Північ Расон Хванхе-Південь Хванхе-Північ Хамгьон-Південь Хамгьон-Північ Чагандо ЯнганКитай Південна КореяЖовте море Корейська затока Японське море | KP-05 | Хванхе-Південь                          | 황해남도       | 黃海南道     |
| Пхеньян Канвон Пхьонан-Південь Пхьонан-Північ Расон Хванхе-Південь Хванхе-Північ Хамгьон-Південь Хамгьон-Північ Чагандо ЯнганКитай Південна КореяЖовте море Корейська затока Японське море | KP-06 | Хванхе-Північ                           | 황해북도       | 黃海北道     |
| Пхеньян Канвон Пхьонан-Південь Пхьонан-Північ Расон Хванхе-Південь Хванхе-Північ Хамгьон-Південь Хамгьон-Північ Чагандо ЯнганКитай Південна КореяЖовте море Корейська затока Японське море | KP-07 | Канвон                                  | 강원도         | 江原道       |
| Пхеньян Канвон Пхьонан-Південь Пхьонан-Північ Расон Хванхе-Південь Хванхе-Північ Хамгьон-Південь Хамгьон-Північ Чагандо ЯнганКитай Південна КореяЖовте море Корейська затока Японське море | KP-08 | Хамгьон-Південь                         | 함경남도       | 咸鏡南道     |
| Пхеньян Канвон Пхьонан-Південь Пхьонан-Північ Расон Хванхе-Південь Хванхе-Північ Хамгьон-Південь Хамгьон-Північ Чагандо ЯнганКитай Південна КореяЖовте море Корейська затока Японське море | KP-09 | Хамгьон-Північ                          | 함경북도       | 咸鏡北道     |
| Пхеньян Канвон Пхьонан-Південь Пхьонан-Північ Расон Хванхе-Південь Хванхе-Північ Хамгьон-Південь Хамгьон-Північ Чагандо ЯнганКитай Південна КореяЖовте море Корейська затока Японське море | KP-10 | Янган                                   | 량강도         | 兩江道       |

КНДР — соціалістична держава. Вища державна посада — голова Комітету оборони. Найвищий військовий орган державної влади КНДР — Міністерство оборони. Законодавча влада здійснюється Верховним народним зібранням, виконавча — кабінетом міністрів.

## Економіка

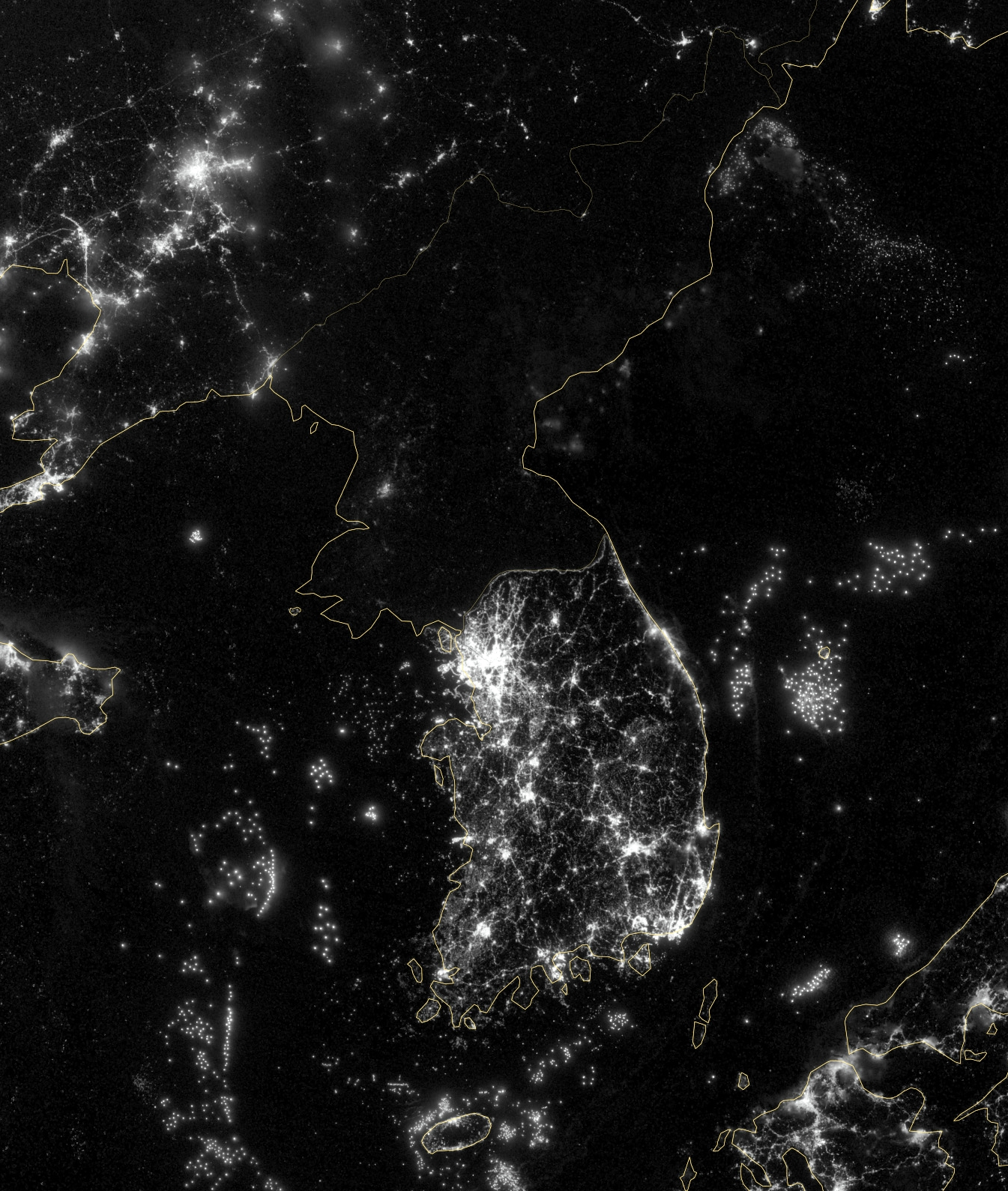
Супутниковий знімок Корейського півострова уночі, 2012 рік. На противагу Південній Кореї, на частині Північної Кореї нічне освітлення більш рідкісне.

Ця країна має найбільш ізольовану та проблематичну економіку, що планується верхівкою, тобто Трудовою партією Кореї. Погодні умови, брак палива та техніки для цивільного вжитку, брак капіталовкладень у галузі промисловості окрім воєнної мають негативні наслідки для економіки Північної Кореї. З середини 90-х років країна офіційно визнала існування голоду. Світовим благодійним організаціям був відкритий доступ до раніше закритої країни задля допомоги голодуючим. За офіційними даними північнокорейської сторони у 1995 році від голоду загинули 220 тисяч жителів, за іншими неофіційними підрахунками число померлих наближається до 2-х мільйонів.
Проте, за оцінками аналітиків з Peterson Institute for International Economics об'єм торгового обігу між Північною Кореєю і КНР у I кварталі 2012 р. досяг рекордного значення — $1, 4 млрд. На цьому фоні, згідно з попередніми оцінками, «в північнокорейській економіці збереглося позитивне сальдо платіжного балансу».

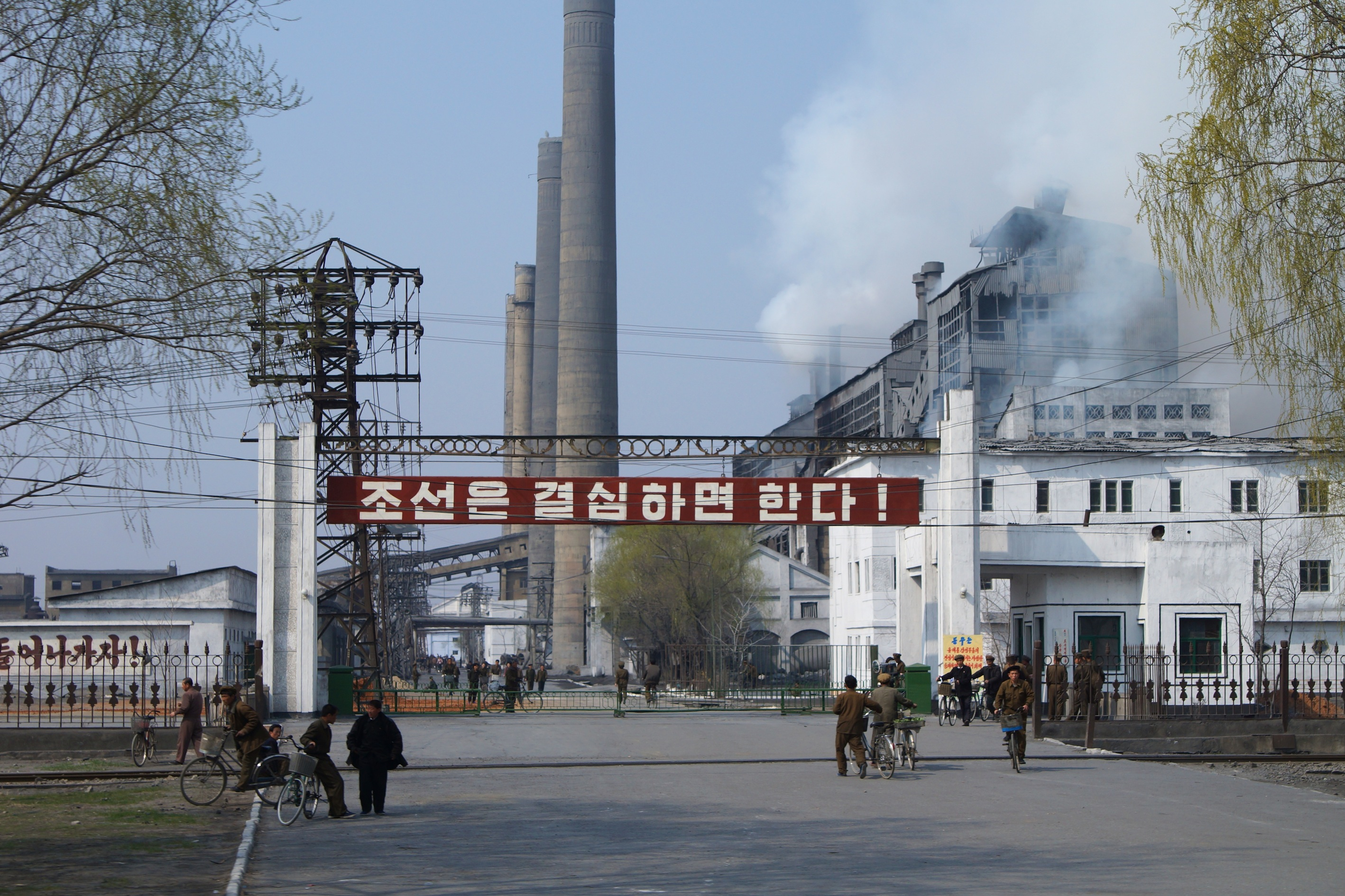
Індустріальна зона міста Хамхин

Валовий внутрішній продукт у 2002 році складався з таких основних секторів: сільське господарство 30 %, промисловість 34 %, послуги 36 %.
2005 рік продемонстрував такий розподіл робочих місць: сільське господарство 36 %, промисловість та послуги 36 %.
Основні галузі промисловості країни: воєнна, машинобудівна, електровиробна, хімічна, гірнича промисловість (видобуток залізної руди, вугілля, графіту, магнезиту, цинку, міді, свинцю, дорогоцінних металів), металургія, текстильна, харчова, туристична.
У 2004 році країна експортувала мінерали, металургійну продукцію, вироби різного вжитку, зброю та боєприпаси, текстиль, риболовне приладдя.
Партнерами з експорту у 2004 році були: Китай — 45,6 %, Південна Корея — 20,2 %, Японія — 12,9 %.
Того ж року статтями імпорту були паливо, вугілля, машини та механізми, текстиль, зернові.
Основні партнери з імпорту на 2004 рік: КНР — 32,9 %, Таїланд — 10,7 %, Японія — 4,8 %.
За даними Корейського інституту розвитку в Сеулі, в 2007—2017 рр. зарплати у держсекторі збільшилися більш ніж на 250 % приблизно до $85 (понад 75 000 північнокорейських вон) на місяць.  А неофіційні заробітки на стороні в приватному секторі зросли за той же період більш ніж на 1200 %. 40 % населення Північної Кореї працюють на неофіційних приватних підприємствах, що зазвичай створюються всередині міністерств, тобто з'являються ознаки появи в країні конгломератів, що нагадують японські або південнокорейські (наприклад, група Masikryong керує гірськолижним курортом, туристичними турами, автобусами та продає бутильовану воду; Air Koryo керує одним із численних операторів таксі в Пхеньяні і продає консервоване м'ясо фазанів), стверджується у книзі North Korea Confidential(2015). Джеймс Пірсон з Reuters та Деніел Тюдор, колишній співробітник The Economist, завдяки різноманітним джерелам та за допомогою особистих вражень і репортажів з перших рук зосереджуються на реальному повсякденному житті країни (від громадян Пхеньяну до перебіжчиків з різних періодів і регіонів, до колишніх дипломатів і неурядових організацій з багаторічним досвідом роботи в країні, до транскордонних торговців із сусіднього Китаю). У книзі пояснюється, яким каталізатором був північнокорейський голод 1990-х років, що зруйнував державну систему нормування та прискорив північнокорейську маркетингову діяльність і проклав шлях до оригінальної форми капіталізму.
Див. також: Корисні копалини КНДР, Історія освоєння мінеральних ресурсів Кореї, Гірнича промисловість КНДР.

### Транспорт

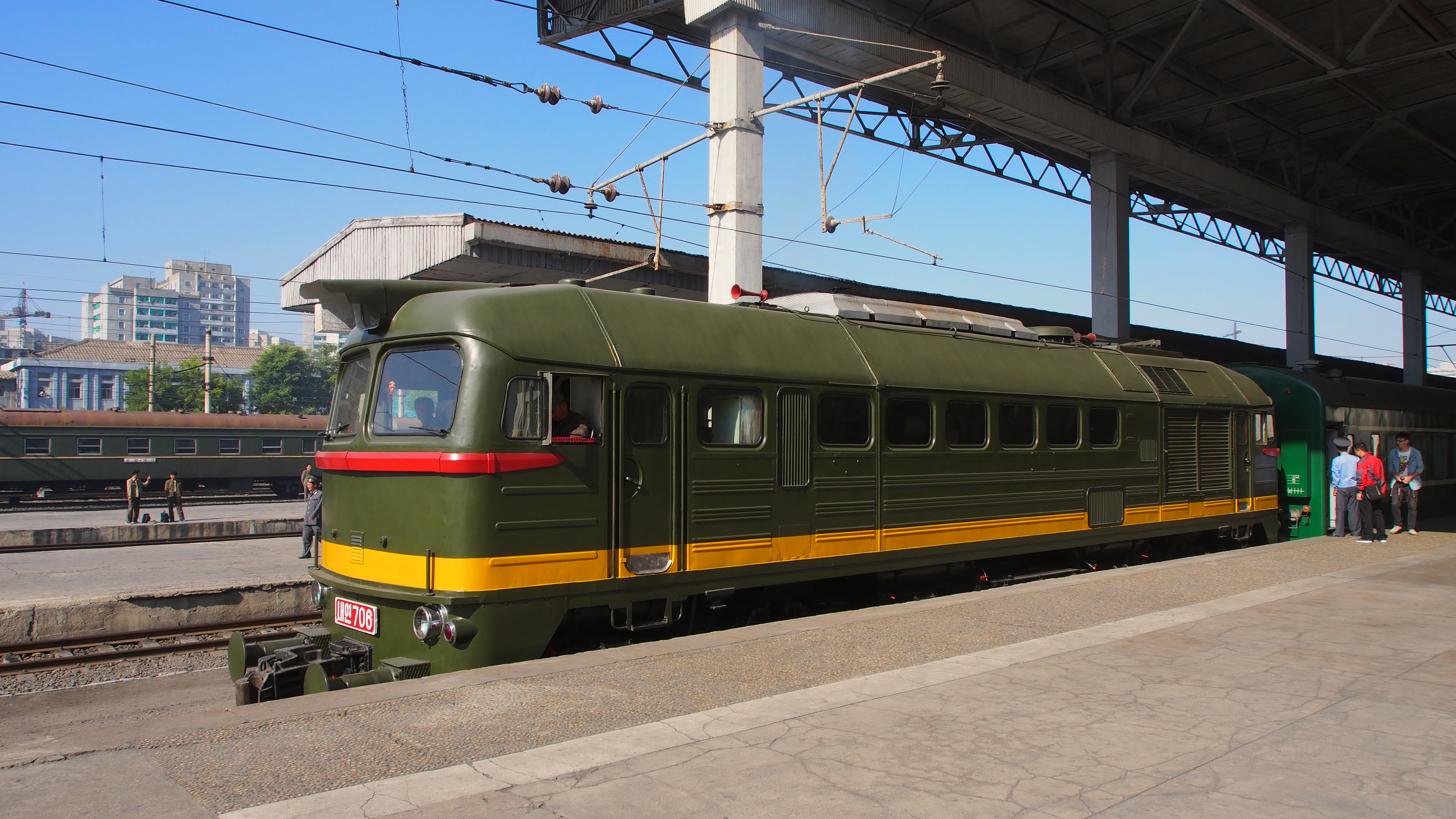
Тепловоз М62, збудований у СРСР

У країні дуже поширеним є велосипедний рух, але навіть велосипед можуть дозволити собі не всі. Автомобіль має лише незначна частка населення, здебільшого через те, що в цій ізольованій країні є багато проблем із постачанням нафти.
Метро є лише у Пхеньяні. Характерними ознаками є повна відсутність реклами і своєрідне освітлення ескалаторів. У кожному поїзді має перебувати портрет Кім Ір Сена. Метро саме по собі невелике, проте найдешевше у світі: один жетон коштує лише 5 вон (це при курсі валют 1 долар≈1000 вон). Цікавим також є те, що, хоча двері у вагоні відкриваються автоматично, проте зачиняти їх потрібно самостійно (для цього на дверях є спеціальні ручки). До того ж можна помітити вміння корейців вигадувати цікаві світильники.
Маршрутних таксі у КНДР немає, зате непогано розвинутим є тролейбусний рух. Що цікаво: пресів у корейців немає, тому всі тролейбуси виробляються вручну.
У Пхеньяні не працюють світлофори — замість них на вулицях стоять регулювальники, найчастіше жінки. Напевно, це зроблено для того, щоб забезпечити зайнятість і зробити місто привабливішим.

### Зв'язок та комунікації
Телекомунікаційна система країни доволі застаріла. Телефонні дроти здебільшого протягнуті лише до державних установ та організацій, а також до великих поштових офісів. На вулицях телефонів-автоматів і телефонних будок майже немає. Також деякі столичні готелі надають послугу міжнародних дзвінків за тарифом 1 хвилина = 4-5 євро (якщо хвилина неповна, то округлюється у більший бік). Можна використовувати телефон, телекс і факс у Центрі Міжнародного Зв'язку. У провінційних готелях міжнародний зв'язок є, проте там такої послуги туристам не надають.
Міжнародний код країни — 850. Міські коди: Пхеньян — 2, Хамгьон — 9, Чхонджин — 73. Усі номери, що починаються з 381, використовуються лише для міжнародних викликів, а ті, що починаються з 382 — тільки всередині країни.
У березні 2009 року Уряд Північної Кореї скасував заборону громадянам на користування мобільними телефонами. Мешканці Пхеньяна тепер можуть купити телефони і підключитися до оператора Koryolink, створеного разом із єгипетською телекомунікаційною фірмою. У 2012—2013 роках проникнення мобільного зв'язку в Північній Кореї зростає швидкими темпами. Станом на 2013 рік у Koryolink приблизно 2 млн абонентів.
Компанія SUNNET (KPTC, GSM 900), яка колись була єдиним постачальником стільникового обслуговування у КНДР, офіційно не підтримує роумінгу з іншими країнами. Проте поблизу Південної Кореї можна підключитися до її операторів. Також на Півночі (за сприятливих умов) можна підключитися до операторів російського Далекого Сходу і Китаю.
Інтернет та інші технології, пов'язані із мережами, розвиваються повільно, під наглядом державних спецслужб. Декілька інтернет-кафе у Пхеньяні (переважно у великих готелях) мають обмежений доступ до мережі. В той же час уряд розвиває свою внутрішню, закриту від зовнішнього світу, мережу.
В той же час північнокорейські хакери атакують різні цілі за межами країни. Так, вони досить часто виїздять до інших країн (передовсім сусідні КНР та Індонезія), де є ліпша інтернет-інфраструктура і здійснюють атаки. За пограбуваннями криптобірж часто стоять саме північнокорейські хакери. Так, тільки за 2020 рік хакери КНДР вкрали 400 млн доларів у криптовалюті.
У 2022 році американський хакер під ніком P4x атакував і вивів з ладу більшість північнокорейських сайтів. Він вирішив діяти самостійно після того, як на його повідомлення про атаки хакерів КНДР жодним чином не відреагували спецслужби США. Його атакували ще в 2021 році і за рік жодних дій від органів США не було.
На початку 2024 року, відповідно до звіту місцевого новинного сайту Daily NK, Північна Корея почала процес модернізації своєї мобільної мережі до 4G, використовуючи вживане обладнання, переважно закуплене Huawei. Повідомляється, що ініціатива з оновлення почалася в жовтні 2023 року, що передбачає капітальний ремонт існуючої мережевої інфраструктури 3G і створення основи для послуг 4G. Удосконалення включають встановлення ретрансляторів 4G, дистанційних моніторів і підсилювачів для радіопередачі та прийому, а також оновлені елементи керування обробкою сигналу на базових приймально-передавальних станціях. Такі великі міста, як Пхеньян, Нампо, Пхьонсон, Сарівон, Вонсан і Хамхунг вже пережили першу хвилю цього оновлення. Наразі послуги 4G доступні, в основному, в центральних районах Пхеньяна. В декількох регіонах триває будівництво веж 4G. Мета полягає в тому, щоб до 2025 року завершити будівництво понад 80 % запланованих стільникових веж 4G.

## Космічна галузь
31 травня 2023 року, о 6:37 ранку (за місцевим часом) зі стартового майданчика Сохе, режим КНДР спробував запустити в космос перший в країні супутник-шпигун, — про це повідомила британська компанія суспільного телерадіомовлення BBC. У той же час, згідно з повідомленням інформаційного агентства Associated Press, ракета «Chollima-1» з північнокорейським супутником «Malligyong-1» впала в море на захід від Корейського півострова після того, як під час від'єднання ступеня в ракети стався збій рушійної установки. Державні ЗМІ Північної Кореї заявили, що національне космічне агентство тепер розслідуватиме «серйозні дефекти, виявлені» внаслідок невдачі, і спробує другий запуск, коли буде готове. Супутник «Malligyong-1» був призначений для спостереження за Землею, на нього покладалися завдання підвищення розвідувальних можливостей нації та надання можливості збирати зображення. У грудні 2022 року Північна Корея вже здійснювала подібний запуск, який нібито повинен був перевірити можливості корабля для отримання зображень, але ця місія не мала за мету виходу на орбіту. Як відомо, Рада Безпеки ООН активно забороняє Північній Кореї проводити запуски балістичних ракет великої дальності, хоча останній запуск якраз і мав на меті відправити супутник у космос.
23 серпня 2023 року, КНДР вдруге спробувала вивести супутник на орбіту, однак, запуск теж виявився невдалим. Південна Корея та США здійснювали пошуки уламків ракети на дні моря.
21 листопада 2023 року, згідно повідомлення Голосу Америки, Північна Корея вивела на орбіту свій перший розвідувальний супутник «Malligyong-1». Державне інформаційне агентство країни KCNA повідомило, що запуском особисто керував північнокорейський лідер Кім Чен Ин. Уряд Японії також повідомив, що Північна Корея запустила щось, схоже на балістичну ракету, закликавши жителів префектури Окінава негайно сховатися. Вже 24 листопада 2023 року, супутник-шпигун передав перші зображення військових об'єктів (баз) США у містах Сеулі, а також у Мокпхо, Кунсані, Пхентхеку та Осані. 25 листопада північнокорейський лідер відвідав Центр управління Національного управління аерокосмічних технологій (NATA) у Пхеньяні, щоб переглянути нові супутникові знімки, виконані над Чінхе, Пусаном, Ульсаном, Пхоханом та Тегу. На одному із кадрів, зафіксованих супутником, був американський авіаносець Carl Vinson, який прибув 21 листопада 2023 року до порту Пусан (Південна Корея). Станом на лютий 2024 року, супутник-шпигун  «Malligyong-1» продовжує свій політ та в період з 19 по 24 лютого проводив маневри, щоб підняти найнижчу точку своєї орбіти з 488 до 497 км.
27 травня 2024 року запуск чергового розвідувального супутника «Malligyong-1» з космодрому Сохе на північно-західному узбережжі КНДР  завершився невдачею в результаті вибуху першого ступіню ракети-носія під час польоту над Жовтим морем.

## Туризм та візовий режим

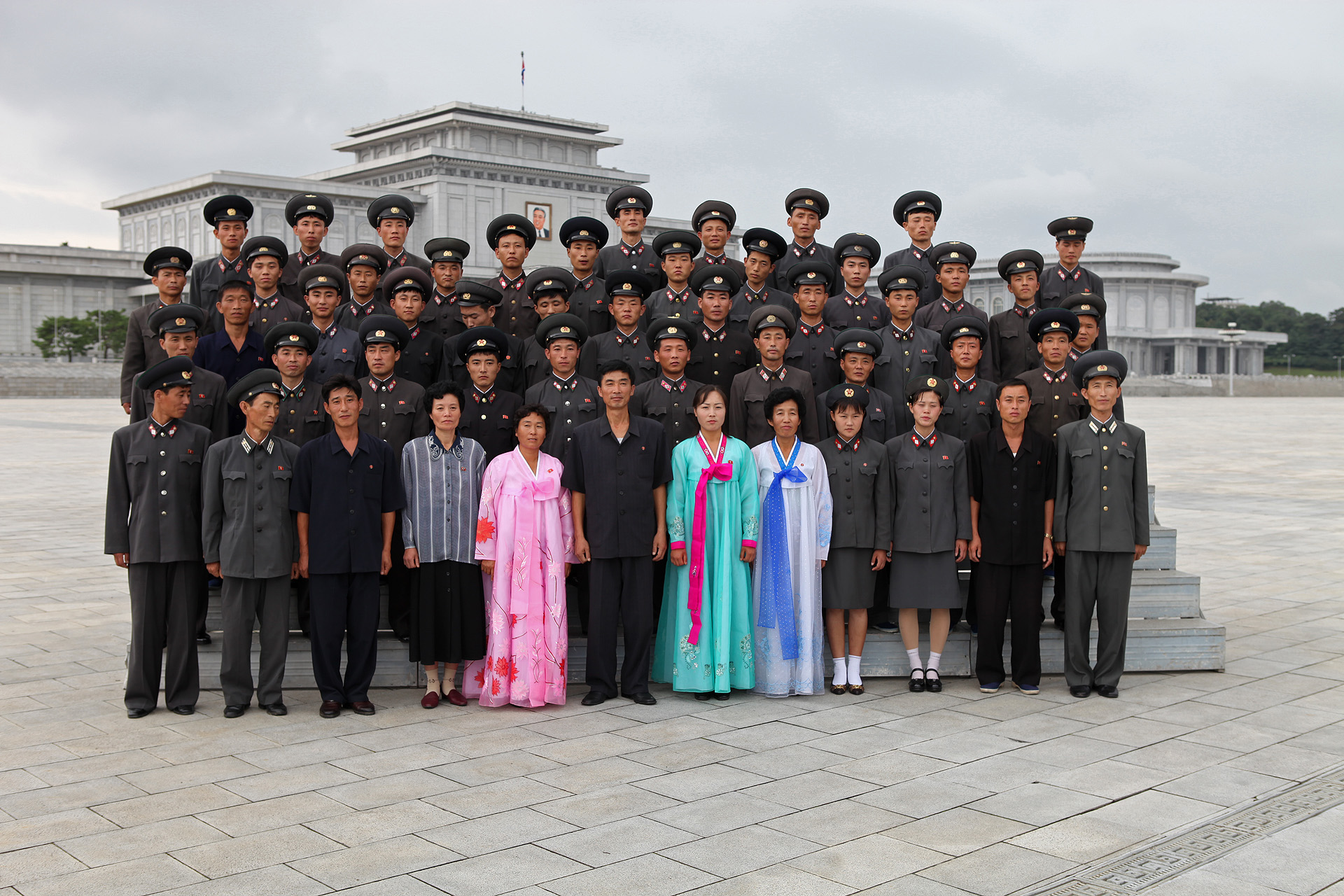
Група корейських туристів. Позаду — Кимсусанський меморіальний палац.

Через політичну ізоляцію туризм не дуже розвинений, проте громадянам інших країн в'їзд не забороняється. У КНДР туристів приваблює неосталінська атмосфера, будівлі і просто комуністичний спосіб життя. Приїжджають сюди здебільшого китайці, для яких, до речі, працюють спеціальні казино (КНР забороняє у себе казино, крім Макао) і молодь з пострадянських країн, яка хоче відчути життя у СРСР. Китайців також приваблюють дешеві, порівняно з китайськими, товари.
Корейцям є чим здивувати туристів: від специфічного корейського вбрання до не менш специфічної корейської кухні. Для туристів спеціально виготовляють три сорти горілки: тростинна, женьшенева і, найдорожча, зі змією.

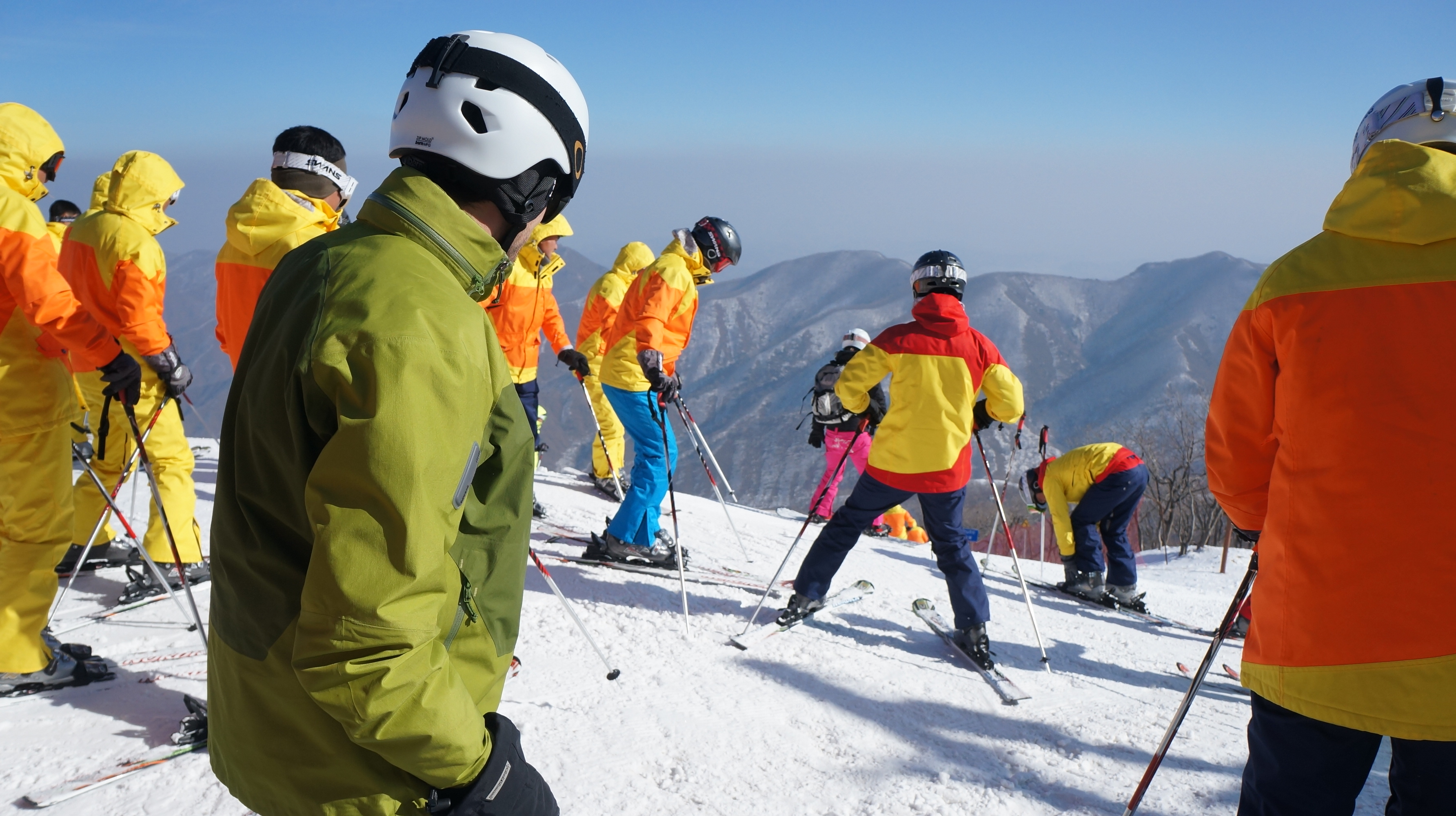
Гірськолижний курорт біля міста Вонсан

Якщо до країни хоче потрапити громадянин Південної Кореї, йому потрібно отримати дозвіл від посольств і Північної, і Південної Кореї (для громадян інших держав потрібний лише дозвіл посольства КНДР).
Бували випадки затримання американських туристів з метою отримання поступок за їхнє звільнення в ході візитів американських високопосадовців. Так у 2016 році американського студента Отто Вормбіра, який приїхав до країни як турист, заарештували й засудили на 15 років трудових таборів за крадіжку політичного плаката в пхеньянському готелі «Янгакто».
З часів СРСР діяла угода з Північною Кореєю щодо взаємних поїздок громадян, яку пролонгували, тому громадянам України візи отримувати було не потрібно. Проте 26 червня 2016 року Кабінет міністрів України розірвав угоду з Північною Кореєю щодо взаємних поїздок громадян. Основною причиною цього рішення став той факт, що Корейська Народно-Демократична Республіка не визнає суверенітет і територіальну цілісність України, оскільки уряд КНДР підтримав незаконну окупацію території Криму, Донецької і Луганської областей військами Російської Федерації. Відповідну заяву зробив наприкінці 2014 року директор департаменту друку та інформації МЗС КНДР Чжон Дон Хак. Наразі в'їзд у Північну Корею громадянам України дозволяється тільки в складі офіційно організованих груп, тому візи також оформляються тільки на групу.

## Демографія
Етнічні групи: корейці — 99 відсотків, є невелика китайська діаспора. Корейська мова є державною.

### Релігія
| Релігії Північної Кореї             | Релігії Північної Кореї | Релігії Північної Кореї | Релігії Північної Кореї | Релігії Північної Кореї |
| ----------------------------------- | ----------------------- | ----------------------- | ----------------------- | ----------------------- |
| релігія                             |                         |                         | відсоток                |                         |
| Атеїзм                              | Атеїзм                  |                         | 64.3%                   | 64.3%                   |
| Корейський шаманізм                 | Корейський шаманізм     |                         | 16%                     | 16%                     |
| Чхондоїзм                           | Чхондоїзм               |                         | 13.5%                   | 13.5%                   |
| Буддизм                             | Буддизм                 |                         | 4.5%                    | 4.5%                    |
| Християнство                        | Християнство            |                         | 1.7%                    | 1.7%                    |
| За даними Religious Intelligence UK |                         |                         |                         |                         |

У Конституції КНДР проголошено свободу релігії.
Насправді ж усі релігії жорстоко придушено. Християнство від початків КНДР сприймалося корейцями як ворог комунізму. Тисячі християн убили під час і після Корейської війни. У 1945 р. у Пхеньяні було 13 % християн (всього — 400 тис. на півночі Кореї). Більшість із них втекли на Південь. Церкви знесли бульдозерами. Також діють два протестантських храми, один католицький (не визнає влади Ватикану) і один православний.

## Культура

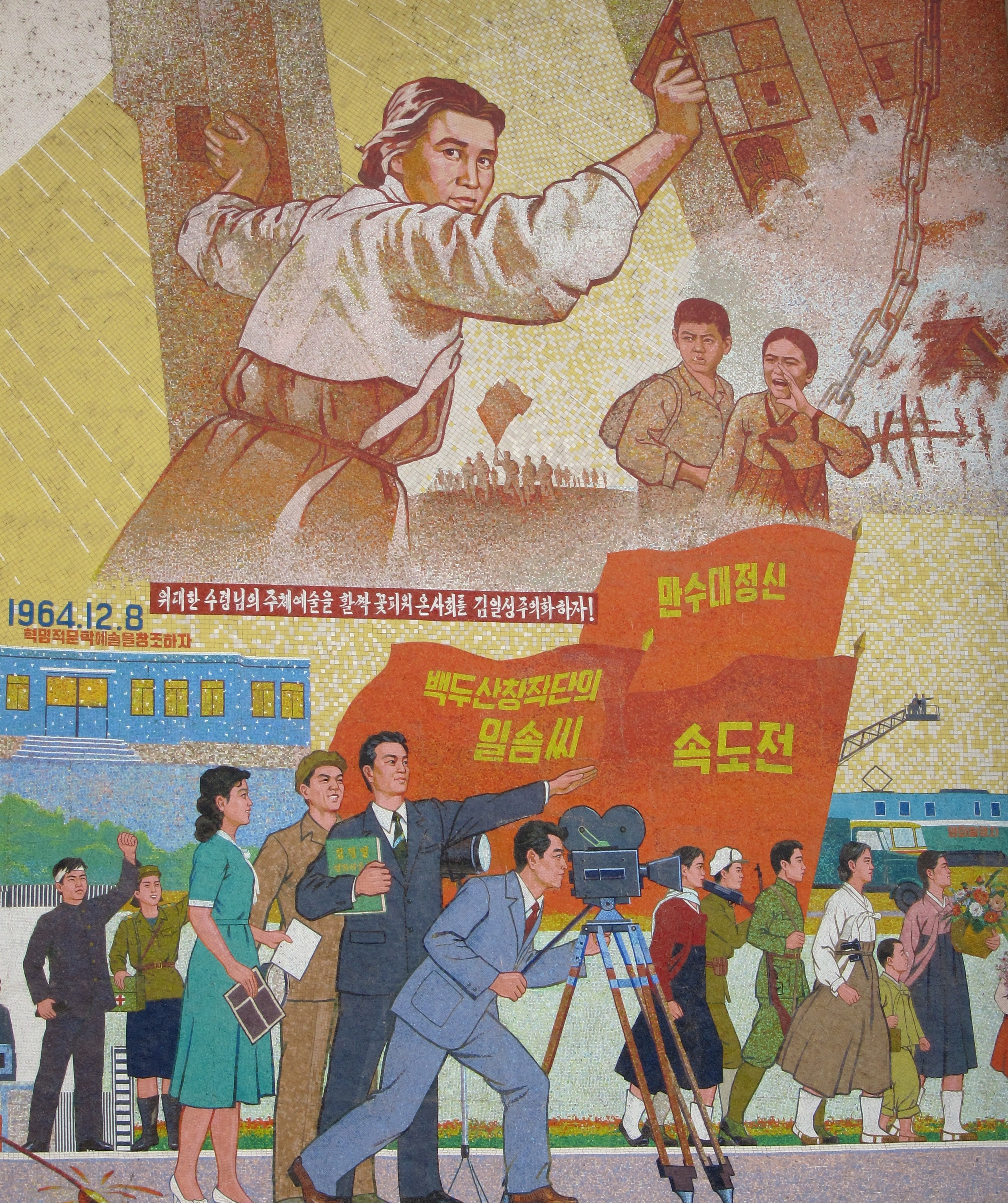
Фреска з пропагандою кіновиробництва

Уся культура підвладна державі. У країні виготовляють кінофільми у стилі «соціалістичного реалізму з корейським відтінком». Виготовляються й мультиплікаційні фільми. За деякими джерелами північнокорейські мультиплікатори доволі часто виконують замовлення для європейських і американських студій. В останнє десятиріччя у КНДР нелегально потрапляють південнокорейська музика та фільми.
Національні свята
- 16 лютого — День народження Кім Чен Іра, ватажка КНДР;
- 15 квітня — Свято сонця (День народження Кім Ір Сена, попередника Кім Чен Іра);
- 9 вересня — День утворення КНДР (1948).
- День народження наступника Кім Чен Іра.
- Аріран

## Зауваги
1. ↑  Конституція КНДР, стаття 1. Корейська Народно-Демократична Республіка є суверенною соціалістичною державою, що представляє інтереси всього корейського народу.
2. ↑  Конституція КНДР, стаття 11. КНДР здійснює всю свою діяльність під керівництвом Трудової партії Кореї.